# Gare de Franois
Gare de Franois vasútállomás Franciaországban, Franois településen.

## Vasútvonalak
Az állomást az alábbi vasútvonalak érintik:
- Dole–Belfort-vasútvonal
- Franois–Arc-et-Senans-vasútvonal

## Kapcsolódó állomások
A vasútállomáshoz az alábbi állomások vannak a legközelebb:
- Gare de Dannemarie - Velesmes
- Gare de Montferrand - Thoraise
- Gare de Besançon-Viotte